# A Pérola
A Pérola (título original The Pearl) é uma novela do escritor estadunidense John Steinbeck, publicado em 1947 pela Viking Press. 

## Sinopse
A  pérola é uma novela, considerada pelo autor como uma parábola, tem como personagens principais Kino, um índio mexicano, sua esposa Juana, seu filho Coyotito, o povo do vilarejo, e ela… a pérola do mundo. Como personagens secundárias o livro apresenta o irmão de Kino, Juan Tomás e a sua mulher, Apolónia; o médico da cidade e um comprador de pérolas da cidade de Kino.
Também baseada num conto popular mexicano, "A Pérola" constitui uma inesquecível parábola poética sobre as grandezas e as misérias do mundo em que vivemos. É, assim, a história comovente de uma pérola enorme, de como foi descoberta e de como se perdeu... levado com ela os sonhos bons e maus que representava, mas é também a história de uma família e da solidariedade especial entre uma mulher, um pobre pescador índio e o filho de ambos.
Ao ser picado por um escorpião o filho de Kino, Coyotito passa mal e encontra-se sobe risco de morte. Kino então tenta ajuda na cidade, porém sendo considerado sub-raça (ou um animal qualquer) pelo médico, não consegue atendimento.
Decorrido um tempo, Kino põe sua canoa ao mar e se lança as águas com a esperança de conseguir uma pérola para que pudesse pagar pelo tratamento de seu filho, com as bênçãos de Juana.
Acontece que Kino de facto consegue a pérola, a pérola do mundo, a maior pérola jamais vista, um "presente" que trouxe a Kino não a paz e a alegria, mas o mal e a tristeza. Quando a tenta vender, todos os compradores de pérolas não a compram por ser muito grande e não haver comprador para ela e por isto oferecem uma ninharia por ela... Kino revoltado não aceita as propostas dos compradores e argumenta que vai à capital vender a pérola... Mas Juana tenta ver-se livre da pérola, entretanto ele sofre uma tentativa de assalto, e sem ser a sua intenção mata o homem mas não o reconhece, mas o assaltante antes de ser morto tinha feito um furo no barco e também pegado lume a casa de Kino, e a Juana, Coyotito e Kino esconde-se na casa de Juan Tomás, entretanto a noticia espalhou-se rapidamente e todos pensaram que Kino e  a sua família tinha morrido naquele terrível acidente, e com medo foge para as montanhas, e três homens (batedores)dois a pé e um a cavalo, o seguem. Kino apercebe-se que eles vêem a sua procura e foge com Juana e Coyotito, mas quando apercebe-se que não há maneira de fugir ele tenta matar os homens. Kino aproxima-se durante a noite do lugar onde os 3 pernoitavam e ataca primeiro o de espingarda conseguindo-o matar, depois pisa um que estava a durmir enquanto o outro fugia, contudo depois dá um tiro no que fugia acabando por matar os 3. Quando voltou com a sua mulher percebeu que Coyotito tinha morrido.
Decidiram voltar para a cidade e quando voltaram todos ficaram impressionados pois, afinal, Kino não tinha morrido em casa nem se afundado nos mares. Seu irmão mais velho foi o primeiro a falar com Kino sobre a pérola, depois de Kino regressar das montanhas e decidiram atirar a Pérola ao mar para onde regressou, pois aquela Pérola só lhe tinha trazido mais problemas em vez de virtudes.
Com um estilo literário atrativo, John Steinbeck desponta como um dos maiores escritores estadunidenses de todos os tempos, ao lado de Hemingway e Faulkner. Steinbeck fora ainda laureado com o Prémio Nobel e o Pulitzer.

## Adaptação ao cinema
A novela foi adaptada ao cinema pelo realizador mexicano Emilio Fernández. O filme  La perla estreou em 1947. 